# Calathea wallisii
Calathea wallisii là một loài thực vật có hoa trong họ Marantaceae. Loài này được (Linden) Regel mô tả khoa học đầu tiên năm 1869.